# Acantholimon densiflorum
Acantholimon densiflorum är en triftväxtart som beskrevs av Mostafa Assadi. Acantholimon densiflorum ingår i släktet Acantholimon och familjen triftväxter. Inga underarter finns listade i Catalogue of Life.